# Meigs (Georgia)
Meigs is een plaats (city) in de Amerikaanse staat Georgia, en valt bestuurlijk gezien onder Mitchell County en Thomas County.

## Demografie
Bij de volkstelling in 2000 werd het aantal inwoners vastgesteld op 1090.
In 2006 is het aantal inwoners door het United States Census Bureau geschat op 1097, een stijging van 7 (0.6%).

## Geografie
Volgens het United States Census Bureau beslaat de plaats een oppervlakte van
4,2 km², waarvan 4,1 km² land en 0,1 km² water. Meigs ligt op ongeveer 104 m boven zeeniveau.

## Plaatsen in de nabije omgeving
De onderstaande figuur toont nabijgelegen plaatsen in een straal van 24 km rond Meigs.